# Estación de Aeroport T2
La estación de Aeroport T2 (inicialmente llamada Terminal actual y Terminal Nord) del metro de Barcelona es una estación de la línea 9 que está situada en las terminal T2 del aeropuerto de Barcelona. Dispone de ascensores y escaleras mecánicas. La estación entró en servicio el 12 de febrero de 2016. 
Cuenta con un enlace con la línea R2 de cercanías, concretamente en la estación actual de Aeropuerto. En paralelo, se está también construyendo una nueva estación de cercanías subterránea entre la estación de metro y la T2 del aeropuerto, que hará a su vez de intercambiador y conectará, junto con la T1, el centro de Barcelona a través de una nueva línea sustituyendo a la actual. Las previsiones del Ministerio de Fomento esperan finalizarla en 2023.
Estuvo previsto que a esta estación también llegarán trenes de la línea L2 por el mismo túnel para llegar al centro de Barcelona de forma directa. Este proyecto fue parado de forma indefinida en 2013, hasta que mejore la situación económica.
| << cabecera | < estación          | línea  | estación > | cabecera >>           |
| ----------- | ------------------- | ------ | ---------- | --------------------- |
| Metro       |                     |        |            |                       |
| Aeroport T1 | Terminal de Càrrega | (2024) | Mas Blau   | Badalona Pompeu Fabra |
| Aeroport T1 | Terminal de Càrrega | (2024) | Mas Blau   | Can Zam               |
| Aeroport T1 | Aeroport T1         |        | Mas Blau   | Zona Universitària    |